# Clare Calbraith
Clare Michelle Calbraith (née le 1er janvier 1974 à Winsford, Cheshire) est une actrice britannique qui apparait dans les séries télévisées dramatiques Downton Abbey sur ITV et The Shadow Line sur BBC2,.

## Biographie
Calbraith apparait dans de nombreuses séries télévisées tel que Casualty, Holby City, The Bill, 55 Degrees North et Heartbeat. Elle rejoint pour quelque temps le casting de Coronation Street en 2005, interprétant Robyn, la petite-amie de Martin Platt. En 2006, elle apparait dans le soap opera de BBC1 EastEnders dans la peau de l'inspecteur Skillen. En 2007, elle est l'invitée de drames audio Doctor Who : Urban Myths et Son of the Dragon. En 2008, elle est également invitée dans Sapphire and Steel, Second Sight et Doctors. En 2011, elle joue le rôle de Laura Gabriel dans la série The Shadow Line.

## Filmographie
- 1999 : Casualty : Tanya Hardie
- 2000 : Black Cab : Sara
- 2000-2001 : Heartbeat : Dr Tricia Summerbee
- 2005 : 55 Degrees North : Beth Robson
- 2005 : Holby City : Clare Given
- 2005 : Coronation Street : Robyn
- 2005 : The Bill : Nicci
- 2006 : EastEnders : Inspecteur Skillen
- 2009 : Inspecteur George Gently : Helen Donovan
- 2011 : Downton Abbey : Jane Moorsum
- 2011 : The Shadow Line : Laura Gabriel
- 2012 : Inspecteur Barnaby : Catrina Harper
- 2013 : Mindscape : Jaime
- 2013 : Les Enquêtes de Vera : DC Rebecca "Shep" Shepherd
- 2014 : Affaires non classées : Lizzie Kennedy
- 2015-2016 : A chacun(e) sa guerre : Steph Farrow
- 2018 : Requiem : agent de police Graves
- 2019 : Baptiste (en) : Clare
- 2022 : Tell Me Everything : Ann
- 2023 : L’aliéniste  : Me Sweig. Ep1 saison1
- 2024 : Mr Bates vs The Post Office (mini-série) : Gina Griffiths